# Ahmad Abd al-Basit Sa’id Darwisz
Ahmad Abd al-Basit Sa’id Darwisz (arab. أحمد عبدالباسط سعيد درويش ;ur. 22 września 1994) – egipski zapaśnik walczący w stylu wolnym. Srebrny medalista mistrzostw arabskich w 2018 roku.